# Samson Dauda
Samson Dauda (Lagos, 11 marzo 1986) è un culturista nigeriano naturalizzato britannico.
Soprannominato The Nigerian Lion, è un professionista IFBB dal 2017 e ha vinto il Mister Olympia nel 2024.

## Biografia
Samson Dauda è nato a Lagos l'11 marzo 1986 e si è trasferito nel Regno Unito durante l'adolescenza dedicandosi inizialmente al rugby. In seguito all'incoraggiamento dei compagni di squadra e del proprietario di una palestra locale, Chris Jones, ha iniziato a dedicarsi al bodybuilding e nell'aprile del 2014 ha partecipato alla sua prima competizione.
Nel 2017 ha ottenuto la IFBB Pro Card dopo aver conquistato il titolo assoluto all'IFBB Amateur Diamond Cup di Roma e l'anno successivo ha fatto il suo debutto professionistico all'EVLS Prague Showdown piazzandosi al quinto posto. La sua prima vittoria è arrivata nel 2021 all'EVLS Prague Pro e gli è valsa la qualificazione per il Mr. Olympia del 2022, dove ha esordito piazzandosi al sesto posto.
Nel 2023 ha vinto l'Arnold Classic US ed ha migliorato la propria posizione al Mr. Olympia terminando al terzo posto. Nell'ottobre del 2024 ha conquistato il suo primo titolo al Mr. Olympia superando Hadi Choopan e Derek Lunsford e diventando il primo culturista di origini nigeriane a trionfare nella più importante competizione di bodybuilding al mondo.

## Vittorie conseguite e piazzamenti
- 2014 WABBA World Championships – 2º classificato (Tall)
- 2015 IFBB Amateur Olympia UK – 8º classificato (Over 100 kg)
- 2015 IFBB British Championships – 3º classificato (Super heavyweight)
- 2016 IFBB British Championships – 4º classificato (Super heavyweight)
- 2017 IFBB Amateur Arnold Classic Europe – 5º classificato (Over 100 kg)
- 2017 IFBB Amateur Diamond Cup Rome – 1º classificato (Over 90 kg and overall)
- 2018 EVLS Prague Showdown – 5º classificato
- 2018 George Farah Classic Pro Italy – 9º classificato
- 2018 IFBB Prague Pro – 5º classificato
- 2018 IFBB Romania Muscle Fest Pro – 11º classificato
- 2019 IFBB British Grand Prix – 2º classificato
- 2019 IFBB Chicago Pro – 7º classificato
- 2019 IFBB Portugal Pro – 5º classificato
- 2019 IFBB Vancouver Pro – 8º classificato[3]
- 2020 IFBB British Grand Prix – 6º classificato
- 2020 IFBB Europa Dallas Pro – 2º classificato
- 2020 IFBB Monsterzym Pro – 2º classificato
- 2021 IFBB Romania Muscle Fest Pro – 2º classificato[4]
- 2021 IFBB EVLS Prague Pro – 1º classificato[5]
- 2021 IFBB KO Egypt Pro – 3º classificato[6]
- 2021 IFBB Yamamoto Cup Pro – 3º classificato[7]
- 2022 IFBB Arnold Classic US – 4º classificato[8]
- 2021 IFBB Arnold Classic UK – 2º classificato[9]
- 2022 IFBB Boston Pro – 4º classificato[10]
- 2022 Mr. Olympia|IFBB Mr. Olympia – 6º classificato[11]
- 2023 IFBB Arnold Classic US – 1º classificato[12]
- 2023 IFBB Mr. Olympia – 3º classificato
- 2023 IFBB EVLS Prague Pro – 1º classificato[13]
- 2024 IFBB Arnold Classic US – 2º classificato[14]
- 2024 IFBB Arnold Classic UK – 2º classificato[15]
- 2024 IFBB France Pro – 1º classificato[16]
- 2024 IFBB Mr. Olympia – 1º classificato[17]